# 100 dage
Ikke at forveksle med De hundrede dage, en historisk begivenhed i 1815
"100 dage" er en sang af den danske sanger Thomas Helmig og sangerinde Medina, der blev udgivet den 28. september 2009, som førstesingle fra Helmigs 14. studiealbum Tommy Boy.

## Hitlisteplacering
| Hitliste (2009)    | Højeste placering | Certifikationer | Salg   |
| ------------------ | ----------------- | --------------- | ------ |
| Tracklisten Top-40 | 1                 | Guld            | 15.000 |